# Château Gaillard

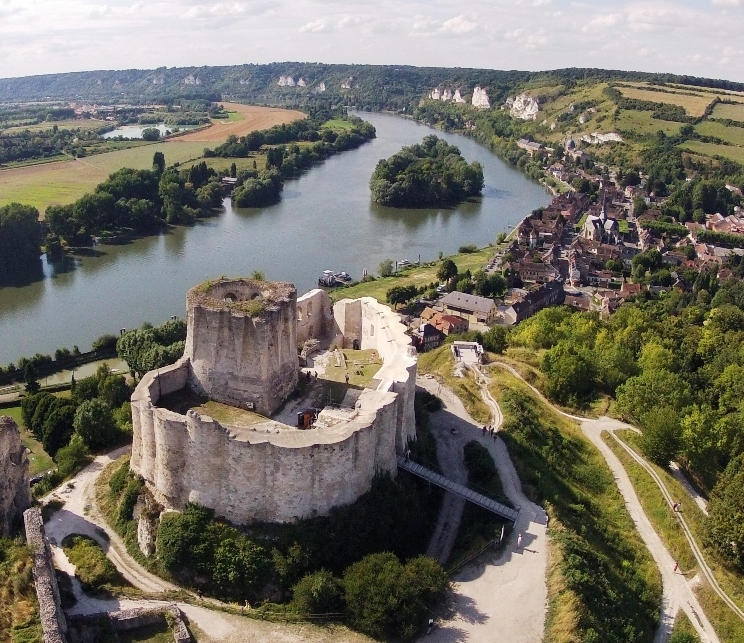
Château Gaillard.

Château Gaillard är en slottsruin i Les Andelys i Normandie i nordvästra Frankrike. Slottet uppfördes 1196–1198 som en fästning av Rikard I Lejonhjärta. År 1204 intogs det av den franske kungen Filip II. Det användes under de följande århundradena bland annat som kungligt residens och som fängelse. Under hundraårskriget återtogs det tillfälligt av England men övergavs senare av fransmännen och förföll.
Château Gaillard utsågs år 1862 till ett monument historique i Frankrike.